# Xian de Lantian
Le xian de Lantian (蓝田县 ; pinyin : Lántián Xiàn) est un district administratif de la province du Shaanxi en Chine. Il est placé sous la juridiction de la ville sous-provinciale de Xi'an. Sa superficie totale est de 1 969 km2.
La ville de Lantian, chef-lieu du xian, est située sur la rivière Ba, à 22 km au sud-est de Xi'an, au nord du mont Qinling, et au sud-est de la plaine de Guanzhong. En 1963, l'Homme de Lantian y fut découvert.

## Démographie
La population du district était de 622 763 habitants en 1999.

## Économie
Lantian a profité ces dernières années d'un développement économique rapide, notamment grâce à l'essor de sa gigantesque voisine, Xi'an. Pourtant Lantian reste l'archétype de la petite ville chinoise : d'immenses problèmes d'urbanisme et un taux de chômage fulgurant se greffent à une pauvreté encore très importante, en particulier dans certains quartiers restés étrangers à tout progrès, et posent d'immenses défis sociaux.
Historiquement lié au jade à une époque où la ville se trouvait au bout de la Route de la soie, l'économie de Lantian en est aujourd'hui encore très dépendante, et le jade de Lantian jouit d'une réputation honorable dans le monde entier.
Lantian possède également plusieurs mines, dont une mine de calcaire, et surtout une importante mine d'uranium, sous surveillance militaire.